# Nordre Isfjorden nationalpark
Nordre Isfjorden nationalpark (norsk: Nordre Isfjorden nasjonalpark ) ligger på øen Spitsbergen i øgruppen Svalbard, Norge. Det ligger ovenfor Isfjorden nord for Barentsburg. Parken blev åbnet i 2003.
Parken bærer navnet på fjorden Isfjorden, der er en af de største fjorde på Svalbard. På den nordlige del af denne fjord ligger et jomfrueligt kystlandskab, der har en betydelig vegetation og dyreliv. 

## Dyreliv
På visse tidspunkter af året er der en tilstrømning af varmt, saltvand til Isfjorden, hvilket resulterer i cirkulation af vandlag, der fremmer væksten af plankton, som opretholder et stort antal krebsdyr. Krebsdyrene tiltrækker fisk som lodde og polartorsk, som igen trækker havfugle og pattedyr. 

### Fugle
Kun nogle få fuglearter lever i eller besøger parken, men de der findes her, samles ofte i et stort antal. Fuglene, der findes i Isfjorden, omfatter polarlomvie, søkonge, lunde, gråmåge, mallemuk og ride. Andre bemærkelsesværdige arter er bramgæs og kortnæbbede gæs, og fjeldrype.

## Kulturminder
Området som omfattes af Nordre Isfjorden nationalpark har været meget brugt til fangst i historisk tid, hvor hovedstationen var Kapp Wijk. Her findes 3 generationer af fangsthytter og et net af bistationer. I området er der registreret kulturminder fra hvalfangst-perioden i 1600-tallet, fra russisk overvintringsfangst og en række industrielle kulturminder.